# 春日源之丞
春日 源之丞（かすが げんのじょう、生没年不詳）は、戦国時代の武将。甲斐武田氏家臣で親族衆武田信繁の家臣。

## 略歴
出自は不明であるが、武田家中においては春日虎綱（高坂昌信）の春日氏、あるいは信濃国衆滋野氏の一族がある。
『甲陽軍鑑』によれば源之丞は永禄4年（1561年）川中島の戦いに信繁に従って参戦。しかし味方の不利を悟った信繁が討死を覚悟すると源之丞を呼んで、兄信玄自筆の金文字法華経陀羅尼の書かれた母衣と自身の髻を預けて、嫡子信豊に渡すように頼んだという。源之丞はこれを辞退しようとしたが、その覚悟を知って撤退したという。なお信豊は後年、前述の母衣を身に着けて長篠の戦いに出陣したと伝わる。